# Monique Bosco
Monique Bosco (geboren als Monika Boscovitz oder Boscowitz am 8. Juni 1927 in Wien; gestorben am 17. Mai 2007 in Montreal, Kanada) war eine franko-kanadische Dichterin, Schriftstellerin, Journalistin und Hochschullehrerin österreichischer Herkunft. Sie gilt als „Wegbereiterin der Moderne in der Literatur des Québec“ und als einzige jüdische Schriftstellerin österreichischer Geburt, die im Québec ein literarisches Werk in französischer Sprache schuf.

## Leben

### Kindheit und Jugend
Die Familie Boscovitz lebte in Wien bereits in zweiter Generation in der Heinestraße 4 im Zweiten Bezirk. Der Vater, Robert Boscovitz, war Direktor der Holzvertriebs A.G. Wegen des anschwellenden Antisemitismus in Österreich beschlossen die Eltern bereits 1931, nach Frankreich umzusiedeln. Dort kam es zur Scheidung: Während der Vater Robert allein nach Dorval im kanadischen Québec auswanderte, blieb Mutter Stella Boscowitz, geborene Manasse, mit der vierjährigen Tochter in Paris. Diese besuchte dort die französischen Regelschule. Nach Kriegsbeginn und während der Okkupationszeit schlossen sich mehrere Ortswechsel an, über die teils konkurrierende Angaben vorliegen. Im Jahr 1942 gelangten Mutter und Tochter nach Marseille, wo es ihnen, als Katholikinnen getarnt, möglich war, sich der Verhaftung und Deportation durch die deutschen Besatzer zu entziehen. In dem hybriden Buch Babel-Opéra (1989) hat Bosco diese Phase mit der biblischen Geschichte des Manasse verwoben reflektiert. Während dieser zwölf gewesen sei, als er König wurde (2 Kön. 21.1) „bin ich jetzt fünfzehn. Meine Mutter heißt Stella. Und dennoch werden weder sie noch ich einwilligen, den Davidstern zu tragen, gelb, schwarz umrandet, wie ein Zeichen der Trauer. Ich habe abgeschworen, den Namen den man mir gab, geändert. Myriam Manassé ist zu Marianne Mésange geworden“.

### Auswanderung nach Kanada, Studium und berufliche Laufbahn
Im Anschluss an den Krieg hatte Bosco ihren Schulabschluss in Frankreich nachholen können. Nach einem Besuch bei ihrem Vater entschied sich Bosco, nach Montreal umzusiedeln. An der Université de Montreal hat sie französische Literaturwissenschaft bis zum Abschluss mit einer maîtrise 1951 studiert: Die Qualifikationsarbeit hatte Lehrstuhlbegründer Arthur Sideleau betreut. Sie war der Entwicklung des Kleopatra-Themas in der französischen Tragödie von Étienne Jodelle bis Delphine Girardin gewidmet. Ihre zwei Jahre später eingereichte Doktorarbeit betreute der katholische Essayist und Priester Ernest Gagnon (1905–1978). Sie behandelte die Einsamkeit im franko-kanadischen Roman und war damit eine der ersten Studien zur Literatur des Québec überhaupt. Das darin enthaltene Kapitel zu deren Kurzroman Le Torrent (1947/50) war die erste wissenschaftliche Auseinandersetzung mit einem Werk der Autorin Anne Hébert. Mit dieser hat Bosco eine enge Freundschaft unterhalten. Bei ihrer Rückkehr aus Europa war Hébert zunächst bei Bosco untergekommen. Später bestimmte sie Bosco zur Nachlassverwalterin. Ihr sei „eine Schlüsselrolle unter den Autorinnen in Anne Héberts Umfeld“ zugekommen, stellte Laure Miranda anhand einer Auswertung der wechselseitigen Zueignungen fest. Einen Ruf an die Universität erhielt Bosco 1962, zunächst als Assistenzprofessorin, ab 1968 als außerplanmäßige und schließlich ab 1977 als ordentliche Professorin. Bis zu ihrem Ruhestand im Jahr 1998 unterrichtete sie dort französische Literatur – und betreute insgesamt 30 Magister- und Doktorarbeiten. Zahlreiche ihrer Studentinnen und Studenten reüssierten später selbst mit literarischen Werken. Schon während des Studiums hatte Bosco aber auch journalistisch für Radio-Canada gearbeitet. Angestellt war sie beim Sender von 1952 bis 1959. Anschließend hielt sie sich anderthalb Jahre in Europa auf. Mitte der 1970er-Jahre ließ sie für die Konzeption größerer Sondersendungen zu literarischen Themen die Zusammenarbeit mit dem Sender wiederaufleben. Während ihrer Arbeit an der Fakultät war sie außerdem als Kolumnistin fürs Literaturmagazin MacLean’s tätig und schrieb für die Tageszeitung Le Devoir von 1962 bis 1964 eine wöchentliche Radio- und Fernsehchronik. Als Reporterin hat sie für La Presse in einer großen Artikelserien das Leben im Israel des Jahres 1961 geschildert, einschließlich ihrer Eindrücke vom Eichmann-Prozess. Für dieselbe Zeitung erkundete sie 1977 die Aufbruchstimmung der USA kurz nach dem Amtsantritt von Präsident Jimmy Carter. Gleichzeitig erschien ab 1961 ihr umfangreiches literarisches Werk.
Politisch situierte sich Bosco sowohl durch ihr literarisches Schaffen als auch durch die journalistischen Medien, für die sie tätig war, im Umfeld der Stillen Revolution, die sich für das Recht der Selbstbestimmung des Québec und die Trennung von Kirche und Staat einsetzte. Insbesondere die laizistische Bildung in der französischen Muttersprache war ein Ziel. Im Sinne des späteren Premierministers Pierre Trudeau lehnte sie separatistische Bestrebungen ab. Bosco war zudem stark feministisch und zugleich in der Civil Rights-Bewegung solidarisch engagiert. Gemeinsam mit der in Kanada berühmten TV-Journalistin Judith Jasmin war sie am 22. April 1964 in New York inhaftiert worden, weil sie dort bei der Eröffnung der Weltausstellung für die Abschaffung der Rassentrennung demonstriert hatten. Bosco übernahm zwar Mitte der 1970er-Jahre zusammen mit der US-amerikanischen Künstlerin Mary Meighs und der kanadischen Schriftstellerin Marie-Claire Blais die Patenschaft für eine geflüchtete Familie aus Vietnam. Jenseits davon lebte sie alleine, Tatsache, die sie in Confiteor als Akt feministischer Revolte gegen Gott und die durch ihn ausgedrückte patriarchale Ordnung ausdeutet: „Denn selbst wenn du uns gelehrt hast, dass der Mensch eine Gefährtin braucht, die du schufst, habe ich diese Bestimmung der treuen Begleiterin oder Dienerin nie erfüllen können. Ich klage mich an des Ungehorsams und ich weiß, dass man sich in den Archen sämtlicher Sintfluten, die du, uns zu bestrafen ersonnen hast, auf dem Fallreep nur als Pärchen einfinden darf. Ich aber schreite allein voran und klage mich dessen an. Aber zu meiner Verteidigung muss ich anführen, dass ich es nicht hätte anders machen können.“ Nur wenige Wochen vor ihrem 80. Geburtstag starb Monique Bosco in Montreal am 17. Mai 2007.

## Literarisches Schaffen
Weniger als Technik zu überleben, sondern als nahezu identisch mit dem Leben hat Bosco das Schreiben in dem kurzen essayistischen Text „Écrire, écrire“ aufgefasst. Sie hat es damit als geprägt, aber nicht determiniert vom Trauma dargestellt: „«Leben, leben», und leben und schreiben, und schreiben und schreiben, als ob das allein uns, an manchen Tagen, erlauben würde, ein bisschen zu leben, ein bisschen besser zu atmen, auf jeden Fall freier, schreiben, so, wie man Land schreit, wenn man lange, wie ein Schiffbrüchiger während der Sintflut ziellos umhertrieb, einer wahren Sintflut, die alles überschwemmt hat, und wir strengen uns an, artige kleine Sätze zu bauen voller guter und schöner Gefühle, oh ja, denn die Erfahrung der Sintflut und der Vernichtung hat uns endlich unsere Endlichkeit begreifen lassen, und, dass die Tage und die Nächte unserer Zeit knapp bemessen sind“. Sowohl für ihre jahrzehntelange Lehrtätigkeit an der Universität als auch für ihr literarisches Gesamtwerk war Monique Bosco 1996 mit dem staatlichen Prix Athanase-David geehrt worden. Sie habe damit „zur Wahrnehmbarkeit weiblicher Stimmen beigetragen“ hieß es in der Begründung des Ministeriums. Das Œuvre umfasst je nach Zählung 16 Romane, Kurzgeschichtensammlungen und Selbstporträts in Buchlänge, 8 Gedichtbände sowie das Theaterstück Le cri de la folle enfouie dans l’asile de mort, das 1978 von Madeleine Gérôme mit Musik von Gabriel Charpentier für Radio-Canada als Hörspiel produziert und für den Prix Italia nominiert worden war. Bosco hat das Werk als „Oratorium für eine Stimme“ rubriziert und als Versuch bezeichnet, „die weibliche Verzweiflung mit Tränen, Schluchzern und einfachen Worten auszudrücken“. Für eine von Charpentiers Clara-Kurzopern, hat Bosco zudem ein Libretto mit dem Titel Clara on the Bridge verfasst, über dessen Aufführungsgeschichte bislang nichts bekannt wurde].
Auffällig ist, dass Bosco mit ihren Werken stets die Gattungsgrenzen thematisierte und damit unterminierte: Die „Fragen der Romantechnik“ vernachlässige sie „mit einer bemerkenswerten Hartnäckigkeit“, hatte sie dementsprechend in Mea culpa bekannt: „Ja, ja, er ist bemerkenswert starrsinnig, mein Wille, alles so zu machen, wie es mir in den Sinn kommt, dorthin zu gehen, wo es mir passt ohne irgendein Rezept anzuwenden.“
Als Ausdruck dieser Verunklarung der Gattungsbegriffe lässt sich bewerten, dass Bosco ihren Roman New Medea (1974) auf dem Cover als „Skizze eines Dramas“ bezeichnete. Das stark autobiografisch geprägte hybride Buch Babel-opéra wurde, seinen erzählerischen Passagen zum Trotz, vom Verlag der lyrischen Produktion zugerechnet. Ihre im Untertitel ausdrücklich als „poèmes“ ausgewiesenen Kurztexte in Jéricho (1971) oder Schabbath 70-77 (1978) sind Prosagedichte. Für den Band Miserere aus dieser Werkgruppe erhielt sie 1992 den Prix Alain Grandbois mit dem die Académie des Lettres du Québec jährlich einen Gedichtband auszeichnet. Im Bezug auf diese gezielte Verschleierung hat Literaturwissenschaftlerin Gloria Escomel Bosco als „Bilderstürmerin“ bezeichnet, die sich immer „zu Unzeit, gegen die Zeit, immer dagegen, aber auch in umgekehrter Chronologie und neben der Zeit“ situiere. Das habe ihrem Werk einen grundsätzlich labyrinthischen Charakter verliehen und entziehe es jeder Klassifizierung: „Es sind jene Labyrinthe, in die sie uns hineinzieht und uns verwirrt, auf dem Schaum einer Prosa, die den Rhythmus der Gezeiten hat, Flut und Ebbe, das Murmeln der Welle auf den Kieseln, das je nach Windstärke zu-oder abnimmt, je nach Tiefe der Dünung, je nach Flaute von Schmerz und Niedergeschlagenheit oder dem entfesselnden Atem der Revolten.“. Die Fiktionen Boscos würden Harmonien poetischer Prosa aufweisen, sich zugleich als Erzählung darstellen, ohne aber Roman oder Versdichtung zu werden. Ebenso habe sie sich den Techniken des Nouveau Roman konsequent verweigert.

### Erzählerisches Werk
Bereits mit ihrem literarischen Debüt, Un amour maladorit (1961) war Bosco der Durchbruch geglückt. Der Roman trug ihr im Jahr der Veröffentlichung eine Auszeichnung mit dem „First Novel Award of 1.000“ der Beta Sigma Phi Sorority ein. In seinen ersten Sätzen formulierte sie ein ans Grimmsche Sneewittchen angelehntes Spiegelmotiv. Etabliert hat sie damit das Thema der Identitätssuche einer Ich-Erzählerin, deren Name Rachel erst auf der letzten Seite des Buchs preisgegeben wird. Die Fluchtbiographie, die diese Person reflektiert, scheint eng an Boscos eigenen Kindheits- und Jugenderlebnisse angelehnt. So schilderte Bosco darin die Erfahrung, Verfolgte zu sein und klandestin, in der ständigen Angst vor Entdeckung im besetzten Frankreich zu leben:

„Die Deutschen lagen damals auf der Lauer um uns zu erwischen. An jeder Straßenecke hingen Anschläge, auf denen erklärt wurde, wie man Juden entdecken könne. Mithilfe von synoptischen Bildern führten sie die hundert Unterscheidungsmerkmale auf, die unabweislich einen Juden kennzeichnen, vom Kopf bis zu den Füßen. Schrecklich ausgebreitete Jagdstrecke, unmenschlich und lachhaft in ihrer grobschlächtigen Grausamkeit. Was hatten wir getan, was eine solche Verachtung verdient, die Niedertracht dieser vervollkommneten Inquisition gerechtfertigt hätte? Vor derart falscher Wissenschaft, solchen barbarischen Methoden, schien jedes Überleben unmöglich[…]“

Im Québec, wohin die Überlebende im zweiten Teil des Romans ausgewandert ist, verliebt sich die Ich-Erzählerin in einen jungen, ehrgeizigen Journalisten. Der aber beobachtet nur, grundiert von einem unausgesprochenen Antisemitismus, ihr Verhalten, als wäre sie ein klinisches Experiment, entlockt ihr Vertraulichkeiten und erneuert letztlich den durch die Verfolgungserfahrung in Europa implementierten Selbstekel und die Ängste:

„Alles, was ich während des Kriegs hatte erleiden und erfahren müssen, suchte mich erneut heim, aber mit einer Klarheit, die jene seltsamen Umstände nicht zuließen, in denen wir damals gelebt hatten. Im Nachhinein verlieh das der Angst und der Gefahr eine neue Dimension. Die Festnahme schien unvermeidlich, eine bloße Frage von Stunden und Minuten. In dieser Hinsicht erschien die Zukunft genauso bedrohlich, wie die Vergangenheit gewesen war. Yves lachte sich eins angesichts meiner Sorgen.“

Nach einem gescheiterten Versuch, sich durch eine Rückkehr nach Frankreich aus der toxischen Beziehung zu lösen, findet sie, gestützt aber nicht geheilt durch psychotherapeutische Sitzungen, zu einer Möglichkeit des Lebens: „Ich gewöhne mich daran, mit mir selbst zu leben. Ich akzeptiere, dass mir endlich mein Spiegelbild vertraut vorkommt und unvermeidlich.“
Auch mit ihrem zweiten Roman, Les Infusoires (1965) vollzog Bosco den Weg über den Atlantik – allerdings in umgekehrter Richtung. In den Mittelpunkt gestellt hatte sie darin vier Angestellte der kanadischen Zweigniederlassung einer US-Werbeagentur, drei Männer und eine Frau, die im Anschluss an eine Tagung in Rom gemeinsam einen Trip nach Venedig unternehmen. Die vier erweisen sich als unfähig, wechselseitig in Beziehung zu treten. Auch ihre jeweilige Hoffnung, dank des Karnevals einen Ausweg aus ihrem tristen Büroalltag zu entdecken, wird vollständig enttäuscht. Stattdessen müssen sie sich, wie ihre „incapacité d’être“ eingestehen, ihre „Unfähigkeit zu sein“, wie es Carole Brown ausdrückt, die von Monique Bosco mindestens quantitativ zur Hauptfigur erhoben worden war. Als sie sich in die Monotonie des Arbeitslebens in Montreal zurückbegeben, verstehen sie das Leben fortan „comme une préparation lente et méthodique à la mort“, also als „langsame und methodische Vorbereitung auf den Tod“.
Für La Femme de Loth (1970) erhielt Bosco den Preis des Generalgouverneurs von Kanada. Der Roman ist das erste Werk Boscos, das ins Englische übertragen wurde. In seinem Zentrum steht Hélène, eine 40-jährige Frau, die sich mit Selbsttötungsgedanken trägt, nachdem ihr langjähriger Geliebter sie verlassen hat. Ihr Schmerz ist ihr Anlass, ihre Geschichte zu erzählen, die sich in intensiver intertextueller Spannung zu Jean-Paul Sartre entfaltet, wie Paula Gilbert Lewis herausgearbeitet hat. Das mörderische Geschlechterverhältnis, die Schrecken der Einsamkeit und der Zwang zum Blick zurück auf die Katastrophen der Kindheit strukturieren als vorherrschende Themen auch Charles Lévy, m.d. (1977), einziger Roman Boscos mit einem männlichen Protagonisten, den großen Monolog „Portrait de Zeus peint par Minerve“, in dem sich die dem Haupt des Göttervaters entsprungene antike Göttin der Weisheit gegen dessen Gesetz auflehnt und The New Medea (1974), eine teils aus Perspektive der Titelfigur, teils aus der von Cora, der Schwarzen Amme ihrer Kinder, teils in szenischen Miniaturen erzählte Neufassung des Mythos von Jason und Medea. Wie in ihrem Drama Le cri de la folle…, das aufs Buch Esther als Vorlage rekurrierte, und wie der Roman Sara Sage (1986), mit dem sie zehn Jahre später die märchenhafte Geschichte der vom Dämon Aschmodai besessenen Gattenmörderin Sara aus dem biblischen Buch Tobit aus einer weiblichen Perspektive neu erzählt hat, transponierte Bosco in diesen Werken die mythologischen Personen nicht aus ihrem historischen oder pseudohistorischen Umfeld in die Gegenwart des 20. Jahrhunderts, sondern schuf ihnen nach Auffassung von Pierrette Boivin einen Kontext, der „verschiedene Epochen überlagert, womit sie den Eindruck bestärkt, dass das Los der Frauen des 20. Jahrhunderts nicht so sehr von dem der Frauen des Alten Testaments verschieden ist.“
Im Spätwerk, das 1998 mit Confiteor einsetzte, hat Bosco auch die Reste von narrativen Strukturen beseitigt und das fiktionale Register aufgegeben und stattdessen „eine Stimme angenommen, die in ihrem eigenen Namen spricht“, wie Catherine Khordoc in Bezug auf die Trilogie Confiteor (1998), Bis (1999) und Mea culpa (2001) angemerkt hat. Während Bosco darin kaum biografische Informationen preisgab, hat sie in ihnen eine ausufernde Reflexion entworfen, die eine Vielzahl von Lektüren einbezieht. Dem Band Eh bien! La guerre (2004) hat sie angesichts dieser Remix-Technik, die fremde Werke sozusagen zu Figuren der Handlung machte, mokant eine Bibliographie wie in einem Filmabspann „par ordre de l'apparition“, also „in der Reihenfolge des Auftretens“ beigegeben. Während L’Attrape-rêves (2002) sich ausgehend von der Oka-Krise auf Kanadas Verbrechen an der indigenen Bevölkerung konzentrierte, hatten die drei vorhergehenden Bände das Zusammenspiel von Erinnern und Vergessen sowie Freiheit und Bindung verhandelt, für die Bosco in der Literatur markante Beispiele aufgesucht hatte. So entwarf sie in Mea culpa eine machtzentrierte Deutung der Beziehung zwischen der Schriftstellerin Marguerite Duras und ihrem Sekretär Yann Andrea. In deren jeweiliger literarischer Aufbereitung machte sie den wechselseitigen Versuch der Inbesitznahme und Missionierung des Anderen über den Tod hinaus lesbar. Diesen Aneignungsbestrebungen setzte sie ihren eigenen Umgang mit dem Sterben in selbstgewählter Einsamkeit entgegen, über das sie mit grimmiger Komik anmerkt: „Sollte ich mir wie Harpagon eine Kassette gönnen, um meine Asche darin zu verstecken? Oder doch lieber einen Sarg aus hellem Holz, wie die Duras. Aber keinen Yann, der mir das letzte Geleit gibt. Und keine Messe für mein Seelenheil.“. Ein solcher Zug ins Sardonische war bereits in den Kurzgeschichten deutlich hervorgetreten, die Bosco seit 1961 vereinzelt in Magazinen und Zeitschriften publiziert hatte, bevor sie in rascher Folge ab 1987 die vier eigenständigen Erzählungsbände Boomerang(1987), Clichés (1988), Remémoration (1991) (dt. Erinnern) und Éphémères (1993) (Eintagsfliegen) vorlegte. Neben den durch die Titel angekündigten Themen Rückkehr, Erinnerung und Vergänglichkeit hat sie darin Fragen der Überlebens-Schuld und das Problem der Täter-Opfer-Umkehr bearbeitet. Dabei nutzte sie Register von grotesker Komik wie in „Histoire du petit homme et des deux obèses“ (Geschichte vom kleinen Mann und den zwei Fettleibigen) bis zur entschieden kommentierenden Nacherzählung einer TV-Erinnerungssendung zum „16 juillet 1942“, also zur Rafle du Vélodrome d’Hiver. In deren Zentrum steht der Rettungsbericht einer Zeitzeugin, die der Deportation als Kind zum Preis einer Konversion zum Katholizismus entgangen ist, dafür ihrer Ersatzmutter, einer Nonne, dankt, und ihrer leiblichen Mutter vorwirft, sie verlassen zu haben „partie sans plus laisser de trace. Fumée dans le ciel“.

### Dichtung
Im selben Jahr wie die Éphémères-Erzählungen hatte Bosco auch den Gedichtband Éphémerides (1993) (Ephemeriden, Sternenkalender) vorgelegt. Die klangliche Ähnlichkeit und etymologisch enge Verwandtschaft der Titel hat die Nähe von lyrischer oder dichterischer Produktion Boscos mit der narrativen betont, die auch in Rezensionen gewürdigt wurde: „Verlorene Liebe, vergangene Jugend, dräuender Tod, die Dichterin greift unablässig, aber in einem Minimalformat, die Themen auf, aus denen sich ihr Werk gespeist hat“, befand Reginald Martel in La Presse. Diese wechselseitige motivisch-inhaltliche, aber auch sprachliche Beziehung hatte sich bereits in ihrem Erstling gezeigt: Bosco hat Un amour maladroit das titellose Gedicht „Je suis devant le mur“ als eine Art Motto vorangestellt („ich stehe vor der Mauer“). Eine erste Sammlung von elf Gedichten erschien denn auch bereits 1963 in Claude Hurtubises Anthologien-Reihe Les Écrits du Québec unter dem schlichten Titel „Poèmes“. Zwar hatte Bosco hier noch überwiegend in freien Versen geschrieben, experimentierte aber bereits auch mit der paradoxalen Form des Prosagedichts, die ihr weiteres lyrisches Schaffen prägen sollte. Sie scheint sich ihrer gezielt dazu bedient zu haben, um die Randbereiche des Sagbaren auszuloten. So war das titellose „Je suis la fille de la terre où rien ne pousse“ eine direkte dichterische Auseinandersetzung mit der Shoah und der Erinnerung an sie:
Souviens-toi des lueurs de crématoire. Des cendres à n’en

plus jamais finir. Il faudra des siècles, mon coeur, pour

les éparpiller à la ronde. Nos mains ne finiront jamais

de les semer aux quatre coins, poignée par poignée, à

gauche et à droite.
Gedenke des Flammenscheins des Krematoriums. Asche ohne

Ende. Es wird Jahrhunderte dauern, mein Herz, um sie im

Rund zu verteilen. Unsere Hände werden nie damit fertig

werden sie in alle vier Richtungen zu verstreuen,

Handvoll für Handvoll, von links nach rechts.
In den Gedichten drängten insofern bereits von Anfang an Fragen der eigenen Beziehung zum Judentum, der Herkunft und der Identität in den Vordergrund, die im Prosawerk erst später zur Sprache kamen: Die Klagemauer aus dem prologischen Gedicht „Je suis devant le mur“, aber auch Bandtitel wie Jéricho (1971) und Schabbath 70-77 (1978) haben diesen Rückbezug besonders betont. Auch hat Bosco mit einzelnen Gedichten wie „Samson“ auf Erzählungen des Tanach zurückgegriffen. Mit dem preisgekrönten Band Miserere 77-90 (1991) und ihrem letzten Gedichtband, Amen (2005), hat sich Bosco schließlich, obschon dezidiert laizistisch, wie in den späten, als autobiographisch klassifizierten Prosatexten, liturgischer Formeln für die Titel bedient, die stark katholisch-christlich besetzt sind. Auch hat sie darin wieder unregelmäßige Versformen aufgegriffen. Mit diesen entwarf sie ein schonungsloses Bild des Alterns: „Im letzten Lebensalter“, hatte Jocelyn Felx rezensorisch zusammengefasst, „mildert nichts mehr die Brutalität des Realen und des Himmelreichs“. In Amen sei es Bosco gelungen, das „Unglück des Alters“ ohne Beschönigung und ohne Selbstmitleid ins Visier zu nehmen

## Werk (Auswahl)

### Prosawerke
- Un amour maladroit, Paris, Gallimard, 1961
- Les	Infusoires, Montréal, Hurtubise HMH, 1965
- La	Femme de Loth, roman, Paris, Éditions Robert Laffont,	Montréal, Hurtubise HMH, 1970
- New	Medea, Montréal, L'Actuelle, 1974
- Charles	Lévy, m.d., Montréal, Éditions Quinze, 1977
- Portrait de Zeus peint par Minerve, LaSalle, Éditions Hurtubise HMH,	1982
- Sara Sage, LaSalle, Hurtubise HMH, 1986
- Boomerang, LaSalle, Hurtubise HMH, 1987
- Clichés, LaSalle, Hurtubise HMH, 1988
- Remémoration, LaSalle, Hurtubise HMH, 1991
- Éphémères, LaSalle, Hurtubise HMH, 1993
- Le Jeu des sept familles, Hurtubise HMH, 1995
- Confiteor, Montréal, Hurtubise HMH, 1998
- Bis, Montréal, Hurtubise HMH, 1999
- Mea	culpa, Montréal, Éditions HMH, 2001
- L'Attrape-rêves, Montréal, Hurtubise HMH, 2002
- Eh bien! la guerre, Montréal, Hurtubise HMH, 2004
- Ces	gens-là, Montréal, Hurtubise HMH, 2006

### Gedichtbände
- „Poèmes“,in: Hurtubise, Claude (Hg.): Les Écrits du Québec, Bd. XV: Montreal, Hurtubise 1964, S. 167–190
- Jéricho, Montréal, Hurtubise HMH, 1971
- Schabbat 70-77, Montréal : Les Éditions Quinze, 1978
- Babel-opéra, Laval, Éditions Trois, 1989
- Miserere 77-90, Laval, Éditions Trois, 1991
- Éphémérides, Laval, Éditions Trois, 1993
- Lamento, 90-97, Laval, Éditions Trois, 1997
- Amen, poèmes, Laval, Éditions Trois, 2002

### Theater
- Le cri de la folle enfouie dans l’asile de mort in Hurtubise, Claude: Écrits du Canada Français, Bd. 43, Montreal, Hurtubise HMH, 1981: 30–54

### Aufsätze
- „Israël ou la dernière chance“, elfteilige Serie, erschienen vom 26. Februar bis 9. März 1962, in La Presse, Jg. 78, Nr. 113–123; darin auch „Eichman [sic!]: dans une cage, un mort vivant“, La Presse, Jg. 78, Nr. 122, 8. März 1962: 5
- „En douze ans, la non-violence a réussi“, in La Presse, Bd. 93 Nr. 31, 7. Februar 1977, S. A9
- „Le mur de l'argent maintient la ségrégation“ in La Presse, 8. Februar 1977, S. A9
- „La lutte pour la vie reste à gagner“ in La Presse, 9. Februar 1977, S. A15
- „L'Amérique est en quête de nouvelles valeurs“, in La Presse, 10. Februar 1977, S. A 8
- „Contrainte manifeste“ in: Études françaises, Bd. 16 (1980), Nr. 3-4, 119–129
- „Écrire, écrire“, in: Moebius, 78, 1989, S. 11–12 (1989)
- „En toute bonne foi“, in: Liberté, Bd. 41, Nr. 4, (Herbst 1999): 33–38